# Hilton Valentine
Hilton Stewart Paterson Valentine, né le 21 mai 1943 à North Shields et mort le 29 janvier 2021 à Wallingford (Connecticut), est un musicien britannique de blues rock et de rock connu notamment pour avoir été un membre fondateur du groupe The Animals.

## Biographie
En 1962, Hilton Valentine rejoint le groupe de l'organiste Alan Price, qui devient The Animals après l'arrivée d'Eric Burdon, et sort son premier single Baby Let me Take You Home en mars 1964, suivi en juin par son plus gros succès, une reprise d'un traditionnel noir américain The House of the Rising Sun. Le morceau se classe en tête des ventes en Angleterre pendant une semaine, puis trois semaines d'affilée aux États-Unis.
Valentine joue et enregistre avec The Animals jusqu'à la dissolution du groupe en septembre 1966.
Il déménage ensuite en Californie, et enregistre un album solo intitulé All In Your Head.
Avec Eric Burdon, Chas Chandler, Alan Price et John Steel, il a été intronisé au Rock and Roll Hall of Fame en 1994. Avec les autres membres de The Animals, Hilton a été intronisé sur la promenade de la renommée du rock de Hollywood en mai 2001.
Il meurt le 29 janvier 2021 à Wallingford (Connecticut).

## Discographie
- 1964 : The Animals